# 动力式泵
动力式泵，是通过泵轴转动时带动各种叶片旋转的泵，也称做叶片式泵和叶轮式泵。
其产生的扬程随输送流体介质的流量而变化。最常见的有离心泵、轴流泵、混流泵和旋涡泵等。

## 科研
2019年5月，上海儿童医学中心成立国产离心泵研发小组，由体外循环科主任王伟牵头，利用3D打印、计算机模拟等技术，成功设计出自主知识产权的机电磁一体化的离心泵，也是目前为止中国首个成套的心脏术中和危重疾病机械辅助均可适用的离心泵设备。